# Episodi di Olimpiadi della risata (seconda stagione)
Lista degli episodi della seconda stagione di Olimpiadi della risata.
| N°    | Titolo Episodio                | Titolo Originale               | Prima TV Originale |
| ----- | ------------------------------ | ------------------------------ | ------------------ |
| 01/18 | Russia/Caraibi                 | Russia and the Caribbean       | 9 settembre 1978   |
| 02/19 | New York/Turchia               | New York and Turkey            | 16 settembre 1978  |
| 03/20 | Sud America/Transilvania       | South America and Transylvania | 24 settembre 1978  |
| 04/21 | Riviera Francese/Nuova Zelanda | French Riviera and New Zealand | 30 settembre 1978  |
| 05/22 | New Orleans/Atlantide          | New Orleans and Atlantis       | 7 novembre 1978    |
| 06/23 | Marocco/Washington D.C.        | Morocco and Washington D.C.    | 14 ottobre 1978    |
| 07/24 | Canada/Varsavia, Polonia       | Canada and Warsaw, Poland      | 21 ottobre 1978    |
| 08/25 | Thailandia/Luna                | Siam and the Moon              | 28 ottobre 1978    |